# Магнитна индукция
Магнитната индукция е векторна величина, която характеризира магнитното поле във всяка точка от пространството.
За да се изследва магнитното поле, в него се поставя пробна рамка. Това е плосък проводников контур, по който тече ток, с много малки размери в сравнение с разстоянието от тока, създаващ магнитното поле, до точката, в която се изследва това магнитно поле.
Величината, която характеризира пробната рамка, се нарича магнитен момент и се дефинира с уравнението:
{\displaystyle {\vec {p}}_{m}=I{\vec {S}}=IS{\vec {n}}\,,}
където {\displaystyle I} е големината на тока, протичащ по рамката, {\displaystyle S} е площта на рамката, а {\displaystyle {\vec {n}}} е нормалата към площта на рамката.
Когато пробна рамка бъде поставена в магнитно поле, се наблюдава завъртане на рамката в определена посока, докато магнитният ѝ момент {\displaystyle {\vec {p}}_{m}} се насочи по посока на магнитното поле. Ако се промени посоката на тока {\displaystyle I} в рамката, тя се завърта в обратна посока.
Следователно магнитното поле се характеризира със сили, които създават въртящ момент {\displaystyle {\vec {M}}}, който действа на пробната рамка. Опитно е установено, че въртящият момент е максимален, когато векторът {\displaystyle {\vec {p}}_{m}} на рамката е перпендикулярен на посоката на магнитното поле.
Експериментално е установено също, че ако в дадена точка на изследваното магнитно поле, създадено от тока {\displaystyle I_{0}}, се поставят различни пробни рамки с различни магнитни моменти, действащите им максимални въртящи моменти ще бъдат различни:
{\displaystyle p_{m_{1}}\rightarrow M_{1}^{\max }}
{\displaystyle p_{m_{2}}\rightarrow M_{2}^{\max }}
...,
но отношението {\displaystyle {\frac {M^{\max }}{p_{m}}}} ще бъде едно и също за всички пробни рамки, т.е. {\displaystyle {\frac {M_{1}^{\max }}{p_{m_{1}}}}={\frac {M_{2}^{\max }}{p_{m_{2}}}}=const.} Следователно това отношение не зависи от пробната рамка и е характеристика само на магнитното поле. Така се въвежда физичната величина магнитна индукция или индукция на магнитното поле {\displaystyle {\vec {B}}}, която характеризира магнитното поле във всяка точка на пространството.
Големината на магнитната индукция {\displaystyle B} се дефинира като максималният въртящ момент, действащ на пробна рамка с единичен магнитен момент:
{\displaystyle B={\frac {M^{\max }}{p_{m}}}}
Посоката на магнитното поле съвпада с посоката, която сочи северния полюс на магнитната стрелка. Това е посоката и на магнитната индукция.
Векторът на магнитната индукция {\displaystyle {\vec {B}}} е свързан с въртящия момент по следния начин:
{\displaystyle {\vec {M}}={\vec {p}}_{m}\times {\vec {B}}} или {\displaystyle M=p_{m}B\sin \alpha \,.}
Мерната единица за магнитна индукция е тесла: {\displaystyle T}. Индукцията на магнитното поле е една тесла, когато то действа с магнитна сила един нютон ({\displaystyle N}) върху проводник с дължина един метър ({\displaystyle m}), по който тече ток един ампер ({\displaystyle A}):
{\displaystyle 1T={\frac {1N}{A.m}}\,}.
Магнитната индукция в дадена точка от полето зависи от формата на проводника, по който тече токът, източник на полето. Друго нейно свойство е, че намалява с увеличаване на разстоянието от източника и е правопропорционална на тока, който създава полето. При прав проводник, по който тече ток със сила {\displaystyle I}, големината на магнитната индукция на разстояние {\displaystyle r} e:
{\displaystyle B={\frac {\mu _{0}I}{2\pi r}}\,,}
където {\displaystyle \mu _{0}=4\pi .10^{-7}H/m} е магнитната проницаемост на вакуума.
Посоката на магнитната индукция можем да открием чрез правилото на дясната ръка (ако палецът сочи посоката на тока, а магнитната сила излиза перпендикулярно от дланта, опънатите пръсти сочат посоката на магнитната индукция). Представа за посоката на магнитната индукция получаваме от магнитните индукционни линии – ориентирани по посока на полето мислени линии, чиито допирателни във всяка точка съвпадат с направлението на магнитната индукция. Ориентация по полето означава, че за един постоянен магнит тези линии излизат от северния и влизат в южния му полюс. Магнитните индукционни линии са затворени линии или идват от безкрайността и се втичат пак в безкрайността. Това е свързано с факта, че в природата не съществуват магнитни заряди, аналогични на електричните заряди. Поле със затворени силови линии се нарича вихрово поле. Следователно магнитното поле е вихрово поле.